# 路建人
路建人（1959年1月14日—），北京人，是已经退役的中国足球运动员，前中国国家足球队队员。退役后经营北京英联亿人体育文化公司。

## 简介
路建人在球员生涯效力于北京队，司职守门员，随中国国家足球队参加1984年亚洲杯足球赛並在半决赛中国1-0击败科威特队那场比赛上路建人取代表现不稳的杨宁担任首发守门员，这场比赛也是路建人的成名作。
1985年5月19日，在第十三届世界杯亚洲区预选赛小组赛中,中国队主场以1-2负于香港队，路建人正是这场比赛的守门员，赛后引发了著名的“五一九事件”。
1997年，路建人在赛季中担任深圳平安队主教练率领球队获得甲B联赛亚军重返甲A联赛。
1999-2000年，路建人成为广州松日的俱乐部总经理兼主教练。
2008年12月，路建人获得“中国足协A级教练员继续培训班”培训证书。
2009年1月，路建人重返深圳足球俱乐部出任领队、守门员教练及新闻发言人。8月，深圳队教练组集体下课，路建人也离开球队。